# Дженськ-Мали
Дженськ-Мали (пол. Drzeńsk Mały, нім. Klein Drenzig) — село в Польщі, у гміні Ґубін Кросненського повіту Любуського воєводства.
Населення — 164 особи (2011).
У 1975-1998 роках село належало до Зеленогурського воєводства.

## Демографія
Демографічна структура станом на 31 березня 2011 року:
|          | Загалом | Допрацездатний вік | Працездатний вік | Постпрацездатний вік |
| -------- | ------- | ------------------ | ---------------- | -------------------- |
| Чоловіки | 74      | 22                 | 50               | 2                    |
| Жінки    | 90      | 27                 | 50               | 13                   |
| Разом    | 164     | 49                 | 100              | 15                   |